# Hans Daae

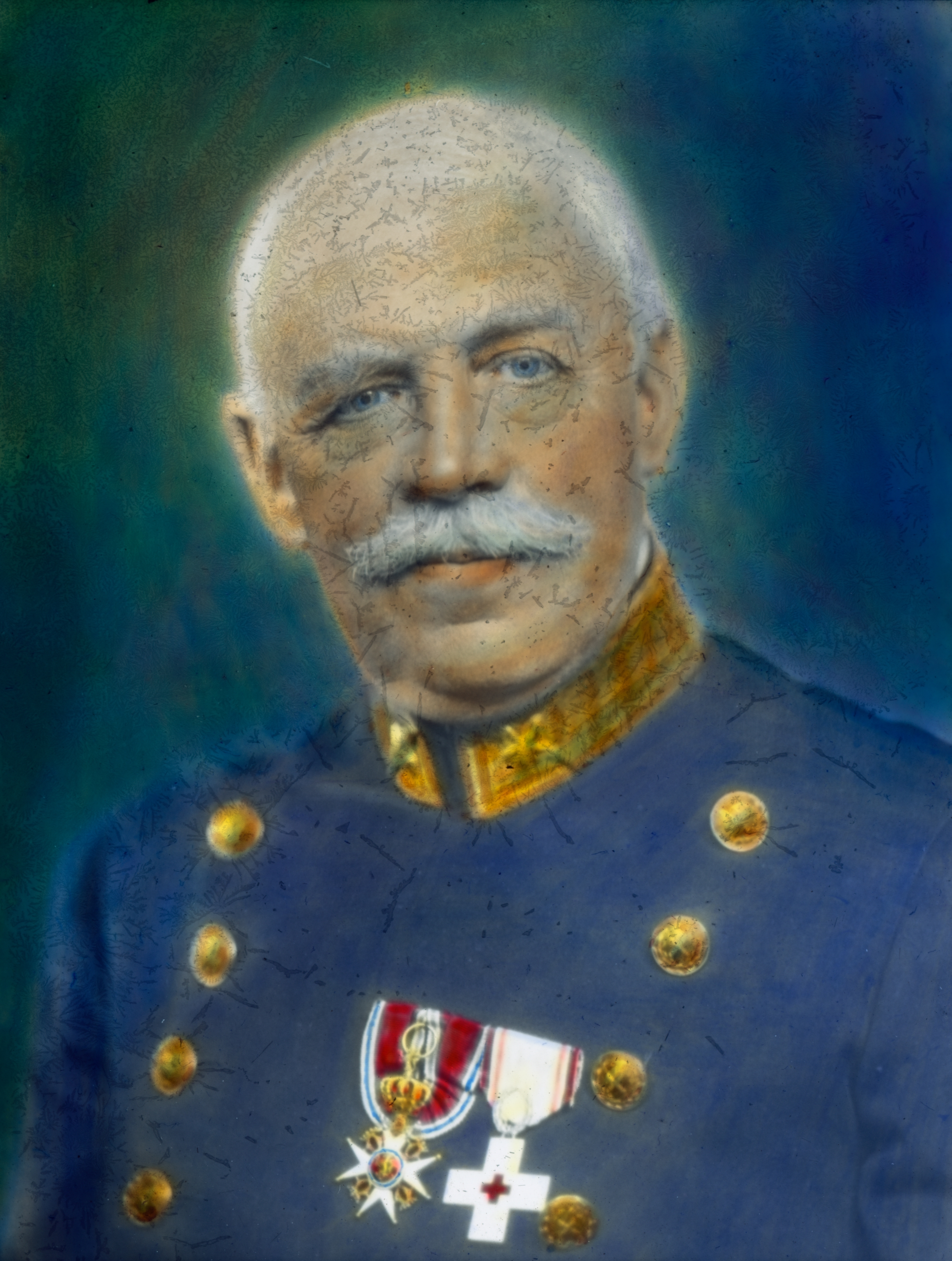
Hans Daae

Hans Daae, född 15 oktober 1865 i Kragerø, död 10 december 1926 i Oslo, var en norsk läkare, son till Anders Daae.
Daae blev cand. med. 1890, var 1891-97 assistent vid Rikshospitalets då nyupprättade otologiska klinik och praktiserade som otolog i Kristiania från 1891, kom 1890 in i härens sanitetsväsen som premiärlöjtnant, blev kapten 1894, major 1907, överste och sanitetschef 1909. År 1906 var han Norges delegat vid revisionen av Genèvekonventionen.
Daae gjorde ett stort arbete med ordningen och förbättringen av Norges sanitetsväsen, i vilket hans erfarenheter från talrika utlandsresor och från hans deltagande i det grekisk-turkiska kriget 1897 kom honom till godo. Daae grundade 1896 Norsk Tidsskrift for Militærmedicin och utvecklade en mycket betydande militärmedicinsk författarverksamhet.